# Úgy szeretném meghálálni
Az Úgy szeretném meghálálni című dal Kovács Kati előadásában vált ismertté 1979-ben.  Kovács Kati egyik legnépszerűbb dala. A felvétel 1979-ben egy kislemezen, valamint 2011-ben a Reader’s Digest által kiadott box-set Találkozás egy régi szerelemmel című lemezén  jelent meg. 2023-ban a Csináljuk a fesztivált! című zenés show-műsorban a dalt, az Évszázad slágerének választották.

## Alkotók
- Zeneszerző: Gábor S. Pál
- Szövegíró: Szenes Iván

## Eredeti előadók
- Kovács Kati – ének
- a Magyar Rádió Vonós Tánczenekara
- Harmónia énekegyüttes – vokál
- Körmendi Vilmos – karmester

## Ősbemutató
A dal először az 1979-es Made in Hungary rádiós könnyűzenei fesztiválon hangzott el. Kovács Kati másik dala ezen a fesztiválon az Isten hozzád, kedves városom volt.

## Kiadások
- 1979 Kovács Kati: Úgy szeretném meghálálni / Isten hozzád, kedves városom (kislemez, SPS 70 404) (eredeti felvétel)
- 1982 Szenes Iván: Kislány a zongoránál (LP, MC) (eredeti felvétel)
- 1986 Töltsön egy órát kedvenceivel (LP, MC) (eredeti felvétel)
- 1987 Mama, kérlek (LP, MC) (eredeti felvétel)
- 1989 Gábor S. Pál: Úgy szeretném meghálálni (LP) (eredeti felvétel)
- 1998 Gábor S. Pál: Találkozás egy régi szerelemmel (CD) (eredeti felvétel)
- 1998 Sláger Slágerek 2. (CD) (eredeti felvétel)
- 1999 Kovács Kati: Édesanyámnak szeretettel (CD, KKCD 003) (szintetizátorkíséretes feldolgozás)
- 1999 Kovács Kati: A magyar tánczene csillagai 2. (eredeti felvétel)
- 2006 Mama – Dalok édesanyáknak (CD) (eredeti felvétel)
- 2011 Kovács Kati: Találkozás egy régi szerelemmel (CD) (eredeti felvétel)

## Feldolgozások
- 1994 Berentei Péter
- 1998 Szandi
- 2001 Havasi Balázs
- 2007 Tóth Vera
- 2007 Dósa Mátyás és Kasza Tibor
- 2010 Tabáni István
- 2012 Radics Gigi
- 2020 Szolnoki Péter
- 2022 Agárdi Szilvia